# Файфілд (Вісконсин)
Файфілд (англ. Fifield) — місто (англ. town) в США, в окрузі Прайс штату Вісконсин. Населення — 905 осіб (2020).

## Демографія
Згідно з переписом 2010 року, у місті мешкала 901 особа в 432 домогосподарствах у складі 270 родин. Було 990 помешкань
Расовий склад населення:
| - 97,8 % — білих - 1,1 % — корінних американців - 0,3 % — чорних або афроамериканців - 0,2 % — азіатів |

До двох чи більше рас належало 0,6 %. Частка іспаномовних становила 0,7 % від усіх жителів.
За віковим діапазоном населення розподілялося таким чином: 14,5 % — особи молодші 18 років, 60,4 % — особи у віці 18—64 років, 25,1 % — особи у віці 65 років та старші. Медіана віку мешканця становила 52,3 року. На 100 осіб жіночої статі у місті припадало 112,5 чоловіків;  на 100 жінок у віці від 18 років та старших — 112,1 чоловіків також старших 18 років.
Середній дохід на одне домашнє господарство  становив 54 650 доларів США (медіана — 46 875), а середній дохід на одну сім'ю — 64 616 доларів (медіана — 65 153). Медіана доходів становила 43 631 долар для чоловіків та 40 272 долари для жінок. За межею бідності перебувало 10,6 % осіб, у тому числі 10,6 % дітей у віці до 18 років та 4,3 % осіб у віці 65 років та старших.
Цивільне працевлаштоване населення становило 474 особи. Основні галузі зайнятості: виробництво — 38,0 %, освіта, охорона здоров'я та соціальна допомога — 16,0 %, роздрібна торгівля — 9,7 %, мистецтво, розваги та відпочинок — 9,7 %.